# Macayo 4.ª Sección
Macayo 4.ª Sección es una localidad del municipio de Reforma ubicado en el noroeste del estado mexicano de Chiapas.

## Geografía
La localidad de Macayo 4.ª Sección se sitúa en las coordenadas geográficas 17°54′38″N 93°20′09″O / 17.910556, -93.335833, a una elevación de 21 metros sobre el nivel del mar.

## Demografía
Según el Conteo de Población y Vivienda 2020, efectuado por el Instituto Nacional de Estadística y Geografía, la localidad de Macayo 43.ª Sección tiene 59 habitantes, de los cuales 27 son del sexo masculino y 32 del sexo femenino. Su tasa de fecundidad es de 2.57 hijos por mujer y tiene 15 viviendas particulares habitadas.
| Gráfica de evolución demográfica de Macayo 4.ª Sección entre 1970 y 2020 |
|                                                                          |
| INEGI.                                                                   |